# 莱茵沃德
莱茵沃德（荷蘭語：Rijnwoude，荷蘭語：[ˈrɛinˌʋɑu̯də] ⓘ）是荷兰南荷兰省的一个旧市镇。2004年人口18,986。面积57.85 km²，其中1.17 km²为水域。2014年1月1日，莱茵沃德同市镇博斯科普并入市镇莱茵河畔阿尔芬。

## 友好城市
- 法國 卡赖普卢盖尔

## 图集
|  |  |